# ウィーン工房

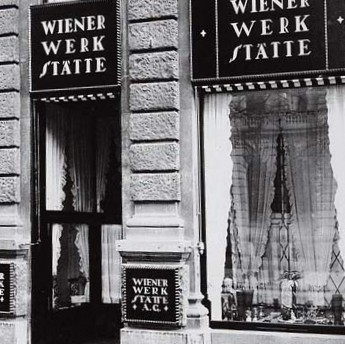
ウィーン工房のショールーム

ウィーン工房（-こうぼう Wiener Werkstätte）は、20世紀始め、建築家ヨーゼフ・ホフマンとデザイナーコロマン・モーザーによって設立された工房である。

## 概要
ウィーン分離派に参加していたホフマンとモーザーが、実業家フリッツ・ヴェルンドルファーの支援を受け、1903年に設立。工房は初めホイミュール通りにあり、後にノイシュティフト通り（オットー・ワーグナー設計の集合住宅）に移った。ここにショールームもあった。
住宅、インテリア、家具をはじめ、宝飾品からドレス、日用品、本の装幀など、生活全般に関わる様々な分野でデザインを行った。
1914年、ヴェルンドルファーが財産を失い、経営を離れてアメリカに移ったため、有限会社組織になった。
30年近い活動の間、ヨーロッパ各地やニューヨークにも支店を置いたが、第一次世界大戦や世界恐慌の影響もあり、苦しい経営が続いた。1932年に出資者のオットー・プリマヴェージが破産し、ウィーン工房も解散した。

## 特徴
ウィリアム・モリスのアーツ・アンド・クラフツに影響を受けて、総合芸術、生活の芸術化を目指した。スコットランドのマッキントッシュや後年のアール・デコにも通じる直線的、幾何学的な装飾が特徴である。ウィーン工房のデザインは装飾を否定する建築家アドルフ・ロースから批判を受けた。バウハウス流の抽象的なモダンデザインが主流になると忘れられた存在になったが、1960年代以降再評価が進んでいる。

## 主な作品

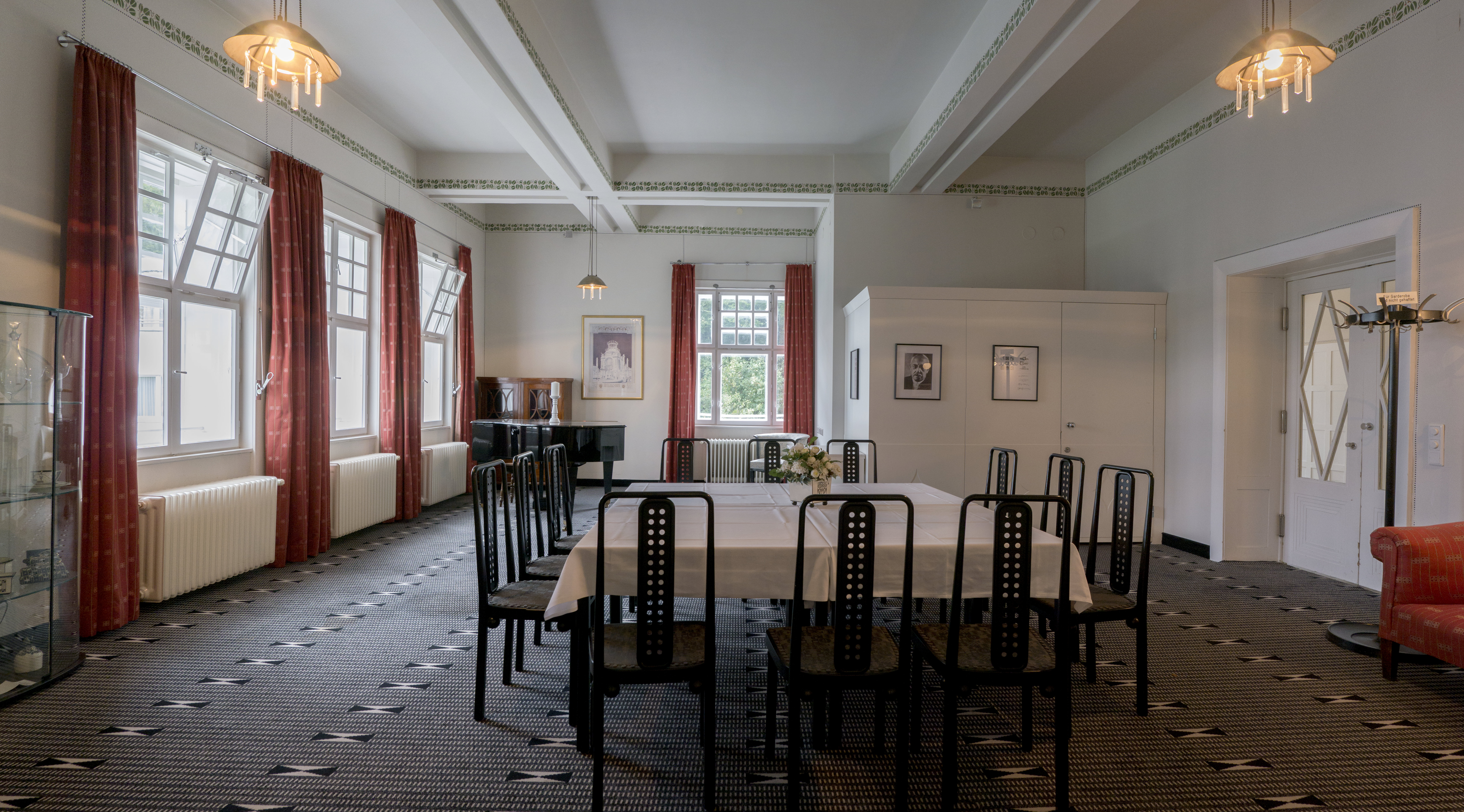
プルカースドルフのサナトリウム

- プルカースドルフのサナトリウム（英語版）

ホフマンの設計により1904年に建設。幾何学的な形態による初期モダニズムの建築。
- ストックレー邸

ホフマンの設計によりブリュッセルに建設された邸宅建築（1905-1911年）。画家グスタフ・クリムトが食堂の壁画を描いたほか、家具から食器まで、あらゆるデザインをウィーン工房が手がけた。
- キャバレーこうもり

1907年、ヴェルンドルファーが出資し、ウィーンのケルントナー通りに開業した文学キャバレー。店名はヨハン・シュトラウス2世のオペレッタ「こうもり」に因む。ウィーン工房がインテリアを担当した。
- パリ万博オーストリア館

1925年のパリ万国博覧会（いわゆるアール・デコ博）のオーストリア館をウィーン工房が手掛け、好評を博した。

## 人物
- ヨーゼフ・ホフマン：工芸美術学校教授。ウィーン工房の中心として活躍。
- コロマン・モーザー：工芸美術学校教授。創立時の中心メンバーだが、4年後の1907年に脱退。
- カール・オットー・チェシュカ（英語版）：工芸美術学校教授。1905年に参加。1907年、ハンブルクの工芸学校に招かれ脱退。
- オスカー・ココシュカ：チェシュカの教え子。1907年に参加。画集『夢見る少年たち』を刊行（1908年）。
- エドアルド・ヨーゼフ・ウィマー：建築家。インテリア、衣類も手がけた。
- ベルトルド・レッフラー：モーザーの教え子、画家。
- ダゴベルト・ペッヒェ（英語版）：1915年に参加。平面的で優美なデザインは人気となり、「ペッヒェ風」（a la peche）はウィーン工房のデザインの代名詞になった。1923年に早世。
- フェリース・リチ・リックス：ホフマンの教え子。テキスタイルを担当。上野伊三郎と結婚し、日本で活動。
- マリア・リカルツ：壁紙、テキスタイルを担当。

## 文献
- 『ホフマンとウィーン工房展』（豊田市美術館、1996年）
- 『ウィーン工房 1903-1932』（美術出版社、2011年） - パナソニック電工 汐留ミュージアムでの展覧会図録。
- 『装飾デザイン』21（学習研究社、1984年）
- Üner, Stefan: Wiener Werkstätte, in: Wagner, Hoffmann, Loos und das Möbeldesign der Wiener Moderne. Künstler, Auftraggeber, Produzenten, ed. by Eva B. Ottillinger, Exhib. Cat. Hofmobiliendepot, Vienna, March 20 – October 7, 2018, p. 152–156, ISBN 978-3-205-20786-3.